# Whitney (Caroline du Sud)
Pour les articles homonymes, voir Whitney.
Whitney est une census-designated place située dans le comté de Spartanburg, dans l’État de Caroline du Sud, aux États-Unis. Lors du recensement de 2020, elle comptait 4 409 habitants.